# Freundeskreis Nationalpark Schwarzwald
Der Freundeskreis Nationalpark Schwarzwald e. V. ist ein eingetragener Verein, der im Dezember 2011 mit dem Ziel der Förderung der Akzeptanz des Nationalparks Schwarzwald gegründet wurde.

## Allgemeines
Seit im Jahr 2011 nach dem Regierungswechsel in Baden-Württemberg die Diskussion um einen Nationalpark Schwarzwald lauter wurde, spalteten sich Bewohner des Schwarzwalds in zwei Lager auf. Aus dem befürwortenden Lager entstand ein Zusammenschluss von Bürgerinnen und Bürgern, die am 3. Dezember 2011 auf der Darmstädter Hütte den Freundeskreis Nationalpark Schwarzwald e. V. gründeten. Ziel war es, die Akzeptanz des Nationalparks Schwarzwald zu fördern. Der Freundeskreis war stark an der Entstehung des Nationalparks beteiligt. Die Verwaltungsorgane des Vereins sind die Mitgliederversammlung, die Sektionen und der Vorstand.

## Kampagne
Bei der Gründung des Freundeskreises stand das Werben für den Nationalpark im Vordergrund. Gemeinsam mit der Werbeagentur Zeitwerk GmbH, die hierfür ehrenamtlich tätig war, wurden eine Kommunikationsstrategie und Kampagne, das Webportal, die Facebookpräsenz, Flyer, Autoaufkleber und weitere Maßnahmen initiiert. Beispielsweise wurden verschiedene Kampagnenflyer aus Themenbereichen wie Tourismus, Gastronomie und Familie gestaltet. Befürworter der Kampagne waren auch Greenpeace und der NABU Baden-Württemberg. Der Slogan der Kampagne lautete: „Unser Herz für die Natur. Für die Region. Für die Menschen.“ Durch die erfolgreiche Kampagne wurde auch die Auszeichnung des Freundeskreises unterstützt.

## Engagement
Nach der offiziellen Gründung des Nationalparks zum 1. Januar 2014 wandelte sich der Freundeskreis vom Kampagnenverein zum Förderverein und übernahm neue Aufgaben. So werden regelmäßige, öffentliche, kulturelle und wissenschaftliche Veranstaltungen zu Umwelt-, Landschafts-, Natur- und Artenschutz abgehalten. Dazu gehört auch die Förderung von Naturschutzmaßnahmen sowie die Unterstützung und Organisation praktischer Umweltschutzarbeit. Der Freundeskreis kümmert sich vor allem darum, das positive Image des Nationalparks zu schützen und etablieren. Ein Großteil davon ist die Öffentlichkeitsarbeit. Diese findet durch regelmäßige Informationsveranstaltungen, darunter Themen wie „Wölfe im Schwarzwald“ oder das Volksbegehren Artenschutz – „Rettet die Bienen“, sowie durch Baumpflanzungs- oder Müllsammelaktionen statt. Es werden auch Führungen mit Rangern und Workshops veranstaltet. Wichtige Aufgaben des Vereins sind die finanzielle Unterstützung des Nationalparks und die Sponsorenwerbung; so konnten unter anderem die ehrenamtlichen Ranger mit Regenjacken ausgestattet werden. Auch bei Renovierungen von Gaststätten und Hotels im Schwarzwald werden die Mitglieder des Vereins tätig. Zusätzlich werden die Ergebnisse durch Veröffentlichungen wie das Nationalpark Schwarzwald Magazin und Ausstellungen verbreitet. Die Pro-Kampagne des Freundeskreises funktionierte so gut, dass mittlerweile Austauschprojekte mit Campaignern aus anderen Nationalparks stattfinden.

## Magazin und Blog
Um auf wichtige Themen rund um den Nationalpark aufmerksam zu machen und die Entwicklungsprozesse der Natur im Park zeigen zu können, gibt der Freundeskreis zweimal im Jahr das Vereinsorgan Nationalpark Schwarzwald Magazin heraus, das in einer Auflage von 200.000 Exemplaren an die Bürger in Baden-Württemberg verteilt wird. Dazu gibt es online den Nationalpark Schwarzwald Blog, auf dem die Inhalte des Magazins frei zugänglich sind. Die erste Ausgabe des Magazins erschien im Herbst/Winter 2014.

## Auszeichnung
Am 27. Oktober 2013 wurde der Freundeskreis Nationalpark Schwarzwald gemeinsam mit dem NABU Baden-Württemberg von Bundesumweltminister Peter Altmaier in Osnabrück als Projekt des Jahres der UN-Dekade Biologische Vielfalt 2011–2020 ausgezeichnet. Diese Auszeichnung wurde 2013 erstmals vergeben.

## Bekannte Mitglieder und Förderer (Auswahl)
- Markus Rösler, Landschaftsökologe und Abgeordneter der Grünen im Landtag von Baden-Württemberg[8]
- Hans Bibelriether, erster Leiter des Nationalparks Bayerischer Wald
- Michael Succow, deutscher Biologe und Agrarwissenschaftler
- Thomas Braunagel, Medienunternehmer (Gründungsmitglied und Ideengeber für den Verein)
- Nikolaus Tschenk, deutscher Politiker (Bündnis 90/Die Grünen)
- Thomas Faißt, Dipl.-Forstingenieur (FH) und einer der letzten Köhler
- Claus-Peter Hutter, ehemaliger Präsident der Euronatur Stiftung
- Bernd Hengst, Bandmitglied der Flippers
- Vincent Klink, Fernsehkoch
- Hannes Jaenicke, Schauspieler
- Christoph Sonntag, Kabarettist
- Sascha Zeus & Michael Wirbitzky, Radiomoderatoren